# Oscar Kiriacescu
Oscar Kiriacescu (n. 7 noiembrie 1869, București, România – d. 26 noiembrie 1943, București, România) a fost ministru de finanțe al României între anii 1918-1919. Kiriacescu și-a început cariera ca ofițer vamal, a practicat magistratura între anii 1896 și 1901, și a urcat pe rând treptele ierarhice ca funcționar al statului, ocupând funcțiile de director general al Casei Autonome a Monopolurilor de Stat, administrator și viceguvernator al Băncii Naționale și secretar general al Ministerului de Finanțe (între anii 1913 și 1914), înainte de a fi numit ca ministru plin în guvernul Constantin Coandă.